# Litoria pearsoniana
Litoria pearsoniana је водоземац из реда жаба и фамилије Hylidae.

## Угроженост
Ова врста је на нижем степену опасности од изумирања, и сматра се скоро угроженим таксоном.

## Распрострањење
Источна Аустралија је једино познато природно станиште врсте.
Популација ове врсте се смањује, судећи по расположивим подацима.

## Станиште
Станишта врсте су шуме и слатководна подручја. Примећена је на надморској висини од 200 до 1.000 метара надморске висине.